# John Eldredge (Schauspieler)
John Eldredge (* 30. August 1904 in San Francisco, Kalifornien; † 23. September 1961 in Laguna Beach, Kalifornien) war ein US-amerikanischer Schauspieler.

## Leben und Werk
John Eldredge war Sohn eines Geistlichen und jüngerer Bruder des Schauspielers George Eldredge.
Er begann seine Karriere als Theaterschauspieler. Er startete am Vaudeville. Ab 1928 war er am Broadway zu sehen, zumeist am Civic Repertory Theatre.
Ab 1934 hatte er einen Vertrag bei Warner Bros. Sein erster Film war im gleichen Jahr The Man With Two Faces. In der Folge spielte er vorwiegend Schwächlinge und Kleinkriminelle; eine der seltenen Ausnahmen war seine Rolle in Mervyn LeRoys Oil for the Lamps of China. Neben LeRoy, für den er auch an Blüten im Staub beteiligt war, spielte er unter Regisseuren wie Jack Arnold (Frauen in der Nacht), Frank Borzage (Liebeskadetten), William Dieterle (Dr. Socrates), Stanley Donen (Fearless Fagan), Edward Dmytryk (Television Spy, Treffpunkt Hongkong), W. S. Van Dyke (Zwischen Haß und Liebe), Norman Foster (Fair Warning), Paul Henreid (Grausame Richter), Andrew V. McLaglen (Freckles), Charles Vidor (Blind Alley), Raoul Walsh (Entscheidung in der Sierra) oder Robert Wise (Die Hölle ist in mir). Er war auch in vier Filmen der Serie um die Bowery Boys zu sehen (Live Wires, Angels’ Alley, Jinx Money und No Holds Barred).
Ab Anfang der 1950er Jahre, als seine Karriere schon auf dem absteigenden Ast war, trat er verstärkt in Fernsehserien auf. Unter anderem waren dies Superman – Retter in der Not, I Love Lucy, Perry Mason, 77 Sunset Strip, Bonanza, Twilight Zone und Mr. Ed. 1954 spielte er in allen 39 Folgen der Serie Meet Corliss Archer Harry Archer, den Vater der Hauptfigur.
John Eldredge blieb sein ganzes Leben lang unverheiratet. Er starb im Alter von 57 Jahren an einem Herzinfarkt.
Er wurde unter anderem von Siegfried Schürenberg, Peter Petersz, Ulf J. Söhmisch, Otto Czarski und Heinz Piper synchronisiert.

## Filmografie (Auswahl)

### Filme
- 1934: The Man With Two Faces
- 1934: Liebeskadetten (Flirtation Walk)
- 1935: The Woman in Red
- 1935: The Girl from 10th Avenue
- 1935: The White Cockatoo
- 1935: Öl für die Lampen Chinas (Oil for the Lamps of China)
- 1935: Man of Iron
- 1935: The Goose and the Gander
- 1935: Dr. Socrates
- 1935: Dangerous
- 1936: The Murder of Dr. Harrigan
- 1936: Snowed Under
- 1936: Murder by an Aristocrat
- 1936: Zwischen Haß und Liebe (His Brother’s Wife)
- 1936: Follow Your Heart
- 1936: Mysterious Crossing
- 1937: The Holy Terror
- 1937: Fair Warning
- 1937: Charlie Chan bei den Olympischen Spielen (Charlie Chan at the Olympics)
- 1937: The Go Getter
- 1937: Mr. Dodd Takes the Air
- 1937: One Mile from Heaven
- 1937: Sh! The Octopus
- 1938: Women Are Like That
- 1938: They’re Always Caught
- 1939: King of the Underworld
- 1939: Persons in Hiding
- 1939: Blind Alley
- 1939: Undercover Doctor
- 1939: Television Spy
- 1939: Private Detective
- 1940: The Marines Fly High
- 1940: Dr. Kildare: Auf Messers Schneide (Dr. Kildare’s Strange Case)
- 1940: The Devil’s Pipeline
- 1940: Always a Bride
- 1941: Entscheidung in der Sierra (High Sierra)
- 1941: Dem Schicksal vorgegriffen (Flight from Destiny)
- 1941: Horror Island
- 1941: The Black Cat
- 1941: Blüten im Staub (Blossoms in the Dust)
- 1941: Life Begins for Andy Hardy
- 1941: Die ewige Eva (It Started with Eve)
- 1941: Mr. District Attorney in the Carter Case
- 1942: The Mad Doctor of Market Street
- 1942: Saboteure (Saboteur)
- 1942: Madame Spy
- 1944: Bermuda Mystery
- 1944: Song of Nevada
- 1944: Dangerous Passage
- 1945: Eve Knew Her Apples
- 1945: Bad Men of the Border
- 1945: Gefährliche Partnerschaft (Dangerous Partners)
- 1946: Live Wires
- 1946: Up Goes Maisie
- 1946: I Ring Doorbells
- 1946: Lost City of the Jungle
- 1946: Passkey to Danger
- 1946: The French Key
- 1946: Charlie Chan – Ein fast perfektes Alibi (Dark Alibi)
- 1947: Backlash
- 1947: Second Chance
- 1947: The Fabulous Joe
- 1948: Angels’ Alley
- 1948: Jinx Money
- 1948: Der Todesverächter (Whispering Smith)
- 1948: California’s Golden Beginning
- 1949: Weiße Banditen (Stampede)
- 1949: The Sickle or the Cross
- 1949: Diebstahl in Irland (Top o’ the Morning)
- 1949: Square Dance Jubilee
- 1950: Unmasked
- 1950: Champagne for Caesar
- 1950: Einsame Herzen (Lonely Heart Bandits)
- 1950: Rustlers on Horseback
- 1951: Insurance Investigator
- 1951: Der Gauner und die Lady (The Law and the Lady)
- 1951: Ein Amerikaner in Paris (An American in Paris)
- 1951: The Groom Wore Spurs
- 1951: Street Bandits
- 1952: Grausame Richter (For Men Only)
- 1952: Nur dies eine Mal (Just This Once)
- 1952: Scaramouche, der galante Marquis (Scaramouche)
- 1952: Fearless Fagan
- 1952: No Holds Barred
- 1953: Die Welt gehört ihm (The Mississippi Gambler)
- 1953: Frauen in der Nacht (Girls in the Night)
- 1953: Invasion vom Mars (Invaders from Mars)
- 1953: Ma and Pa Kettle on Vacation
- 1954: Racing Blood
- 1954: Loophole
- 1955: Treffpunkt Hongkong (Soldier of Fortune)
- 1955: Der zäheste Raufbold (Toughest Man Alive)
- 1956: Meet Me in Las Vegas
- 1956: Die Hölle ist in mir (Somebody Up There Likes Me)
- 1956: The First Traveling Saleslady
- 1957: Das Land des Regenbaums (Raintree County)
- 1958: I Married a Monster from Outer Space
- 1960: Freckles
- 1960: Reiter der Vergeltung (Five Guns to Tombstone)

### Fernsehserien
- 1951: Front Page Detective (Folge 1x20)
- 1951: Saber of London (Folge 1x01)
- 1951–1953: The Adventures of Kit Carson (6 Folgen, 6 Rollen)
- 1952–1953: Cowboy G-Men (6 Folgen, 6 Rollen)
- 1952–1955: The Adventures of Wild Bill Hickok (3 Folgen, 3 Rollen)
- 1953–1954: My Little Margie (2 Folgen, 2 Rollen)
- 1953–1958: Superman – Retter in der Not (Adventures of Superman, 4 Folgen, 4 Rollen)
- 1954: Meet Corliss Archer (39 Folgen)
- 1954: Eisenbahndetektiv Matt Clark (Stories of the Century, Folge 1x12)
- 1954: Annie Oakley (Folge 1x14)
- 1954: Topper (2 Folgen)
- 1956: The George Burns and Gracie Allen Show (2 Folgen)
- 1957: Sheriff of Cochise (Folge 1x20)
- 1957: Abenteuer im wilden Westen (Dick Powell’s Zane Grey Theater, Folge 1x19)
- 1957: I Love Lucy (Folge 6x22)
- 1957: Wyatt Earp greift ein (The Life and Legend of Wyatt Earp, Folge 2x36)
- 1957: Wells Fargo (Tales of Wells Fargo, Folge 1x14)
- 1957–1958: Richard Diamond, Privatdetektiv (Richard Diamond, Private Detective, 2 Folgen, 2 Rollen)
- 1958: December Bride (Folge 4x21)
- 1958: Perry Mason (Folge 2x02)
- 1958: 77 Sunset Strip (Folge 1x07)
- 1959: Northwest Passage (Folge 1x24)
- 1959: Dezernat M (M Squad, Folge 2x27)
- 1959: Markham (Folge 1x24)
- 1959–1960: Josh (Wanted: Dead Or Alive, 2 Folgen, 2 Rollen)
- 1960: Bonanza (Folge 1x30)
- 1960: The Real McCoys (Folge 3x32)
- 1961: Twilight Zone (Folge 2x13)
- 1961: Mr. Ed (Mister Ed, Folge 1x19)
- 1961: Peter Gunn (Folge 3x33)